# مرمز (طعام)
المرمز هي أكلة جزائرية، يتم إعدادها من حبوب الشعير غير الناضج، وذلك بطحنها وتجفيفها وطبخها في قدر على نار هادئة، وبعد أن تنضج تدهن بالزبدة أو السمن وتقدم ساخنة. وهي مغذية وقديما كانت تقدم أيام الحصاد والدرس.